# قصر طوقان

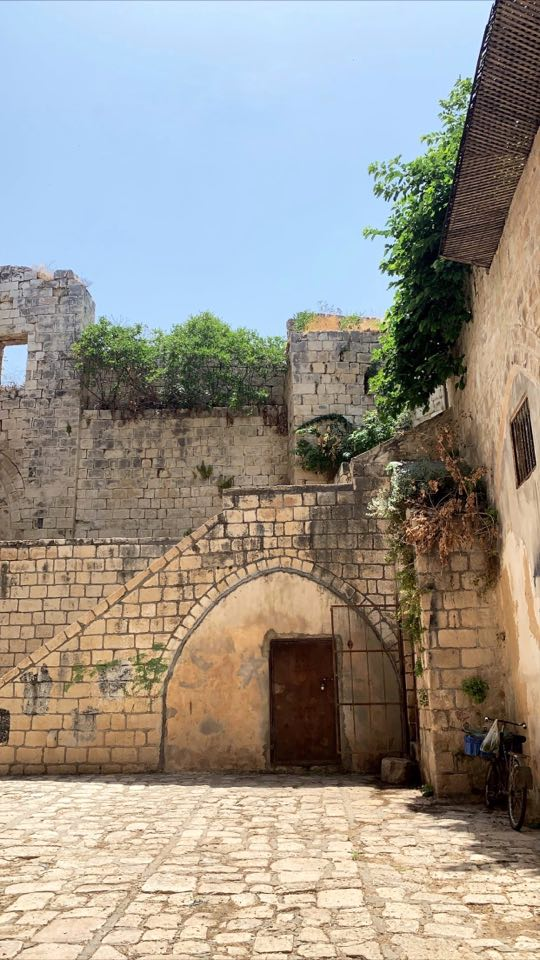
الساحة الداخلية للقصر، 2020

قصر طوقان من أهم المباني التاريخية في مدينة نابلس ويزيد عدد غرفه عن المائة غرفة يقع إلى الجانب الغربي من جامع البيك وبناه رئيس علماء نابلس إبراهيم بك بن صالح باشا طوقان بتمويل من والده وكان ذلك في القرن الثامن عشر الميلادي، يتربع القصر في حارة القريون المتوسطة حارات نابلس القديمة بالتحديد مقابل مسجد البيك، ويحده من الجهة الغربية طريق يقود إلى شارع النصر ومن الجنوب بيت النابلسي، ومن الجهة الشرقية والشمالية بيوت سكنية ارتبط بشخصيات تاريخية وأدبية أعطته شهرة كبيرة، وعلى وجه الخصوص الشاعر والأديب إبراهيم طوقان وأخته الشاعرة فدوى طوقان والشخصية الاعتبارية قدري طوقان.

## وصف البناء
بُني القصر على الطراز المعماري السوري الحلبي على مساحة كبيرة جدًا، وهو مبني على طراز المداميك والقباب والأقواس. يقوم القصر على طابقين للسلاملك والحرملك، وبه إسطبلا للخيول وساحات وبساتين وغرف للحراسة والقائمين على إدارة أعمال العائلة. يقع القصر في حارة القريون مقابل جامع البيك في نابلس القديمة، قريباً من السرايا التركية القديمة.

## الوصف التاريخي للبناء
يعتبر قصر آل طوقان من أقدم المعالم الأثرية في مدينة نابلس، بُني في العهد العثماني، وفيه عاش الأديبان إبراهيم طوقان وفدوى طوقان ومن بين حجارته العريقة خرجت أشعار فدوى، وسكنته 18 عائلة حتى اليوم ويرجع قصر آل طوقان في نمطه المعماري إلى النمط المعماري السوري الحلبي، وذلك ارتباطاً بأصول العائلة وجذورها التاريخية في سوريا واهتموا عند تشييده بأدق التفاصيل رغم ارتفاع أجرة البنائين والحرفيين المهرة في تلك الفترة، إذ كانت تصل أجورهم إلى ألف بارة، ولقبوا بالألفية أو الألفي.
كان قصر طوقان بمثابة اعتراف صامت بالمكانة الدينية والسياسية والاجتماعية والعسكرية لهم في أواخر الحكم العثماني، وإظهار لقدراتهم المالية الكبيرة فضلاً عن عنايتهم بالسلاح والبارود والخيل واهتموا ببناء الإسطبلات وغرف الحراسة الملحقة بالقصر، وكان موقع القصر قريباً من السرايا التركية القديمة في منطقة باب الساحة لظروف أمنية ودفاعية، ويقع في حارة القريون المتوسطة لحارات نابلس القديمة إلى الجانب الغربي من جامع البيك.
أما المواد الأولية التي بني منها القصر فهي مأخوذة من البيئة المحيطة، باستثناء حجارته التي تميزه عن غيره من القصور فهي مبنيّة على طراز المداميك، كما بُني القصر على أسس هندسية مثل ظام القباب والأقواس والكالين السميك والحجرات المتداخلة، وحُصنت حجرات النساء والأطفال بمداخل متنوعة تبعاً للعادات والتقاليد، ونقشت حجارة القصر وأعمدته بمدائح دينية وأهازيجوأمثال شعبية مختارة من منطقة نابلس ويزيد عمر قصر آل طوقان عن 300 عام، ويعتبر المعلم التراثي الأقدم في مدينة نابلس ويعود لحقبة تاريخية كاملة من بقايا الذاكرة العثمانية في المنطقة.

## مستهدف إسرائيليًا
كعادتها إسرائيل تستهدف الأماكن التراثية والأثرية وتعتدي عليها وتغير من معالمها إن لم تستطع أن تفرض سيطرتها عليها، وقصر طوقان لم يسلم من تلك الاعتداءات، حيث انه تم تدمير قسم من غرف الحرملك بعد أن تم تفجيرها عام 1967 بحجة وجود مقاومين يتحصنون بالغرف، وفي الانتفاضة الأولى تم نسف قنطرة من قناطر القصر، إضافة إلى انهيار وتصدع وتشقق الكثير من واجهات القصر نتيجة القصف الذي تعرضت له البلدة القديمة خلال اجتياحها في الانتفاضة الثانية.

## روابط خارجية
- القصور في فلسطين